# Instytut Geodezji i Geoinformatyki
Instytut Geodezji i Geoinformatyki – instytut naukowy, działający na Uniwersytecie Przyrodniczym we Wrocławiu na Wydziale Inżynierii Kształtowania Środowiska i Geodezji.

## Historia
Historia Instytutu związana jest z historią Wydziału Melioracji Wodnych, który powstał w 1951, jeszcze w ramach Uniwersytetu i Politechniki, a od 17 listopada 1951 działał w strukturach już samodzielnej Wyższej Szkoły Rolniczej. Pierwszym dziekanem został prof. Stanisław Bac, a prodziekanem – zastępca profesora mgr Roman Hlibowicki – kierownik Katedry Miernictwa (która od 1954 nosiła nazwę: Katedra Geodezji). W 1960 Katedra Geodezji podzieliła się na katedrę Geodezji Wyższej oraz Fotogrametrii (kierował nią zastępca profesora dr inż. Roman Hlibowicki) oraz Geodezyjnych Urządzeń Rolnych (doc. dr hab. inż. Marek Urban). W 1970 wprowadzono w uczelniach instytutową strukturę organizacyjną i na wydziale z Katedry Geodezji Wyższej oraz Fotogrametrii i Matematyki utworzono Instytut Geodezji i Zastosowań Matematycznych. W późniejszych latach Instytut Geodezji i Zastosowań Matematycznych podzielono na Katedrę Geodezji i Fotogrametrii oraz na Katedrę Matematyki. W tym czasie kierownikiem katedry była prof. dr hab. inż. Ewa Krzywicka-Blum. W 2007 Katedra Geodezji i Fotogrametrii zmieniła nazwę na Instytut Geodezji i Geoinformatyki.

## Zakres badań
- Optymalizacja metod pomiarów geodezyjnych i fotogrametrycznych.
- Systemy pomiarowo-kontrolne i modele kartograficzne związane z monitorowaniem zmian w środowisku przyrodniczym i inżynierskim.
- Modelowanie kartograficzne naturalnych elementów środowiska.
- Modelowanie geodanych.
- monitorowanie zmian w środowisku przyrodniczym i inżynierskim z wykorzystaniem technik satelitarnych, geodezyjnych i innych,
- wieloaspektowe modelowanie zjawisk przestrzennych,
- optymalizacja technologii pozyskiwania, przetwarzania i udostępniania geodanych.

W szczególności realizowane są zadania badawcze obejmujące:
- trójwymiarowe monitorowanie aktywnych stref tektonicznych,
- monitorowanie względnych przemieszczeń bloków skorupowych,
- wykorzystanie sztucznych sieci neuronowych do klasyfikacji obrazów topograficznych dla potrzeb generalizacji map cyfrowych,
- doskonalenie metod opracowania obserwacji satelitarnych GNSS,
- modelowanie stanu atmosfery na podstawie obserwacji GNSS i meteorologicznych,
- kontynuacja permanentnych obserwacji GNSS i meteorologicznych na stacji Wrocław (WROC),
- podniesienie dokładności lokalnego wyznaczenia geoidy i quasigeoidy z wykorzystaniem danych grawimetrycznych,
- doskonalenie technologii światłowodowej i laserowej do monitorowania obiektów inżynierskich,
- monitorowanie dolin rzecznych z zastosowaniem skanowania laserowego; modelowanie hydrodynamiczne,
- budowa precyzyjnych numerycznych modeli powierzchni terenu
- monitorowanie zmian powierzchni terenu z wykorzystaniem interferometrii radarowej,
- modelowanie geodanych,
- modelowanie geoinformacji na podstawie danych skaningu laserowego,
- kartograficzne modelowanie rozkładów charakterystyk zjawisk ciągłych rozpoznanych dyskretnie,
- sonoryczny system kodowania danych przestrzennych w kartografii i programach edukacyjnych,
- metod taksonomii numerycznej i modeli kartograficznych,
- ocena wiarygodności informacji przestrzennej w systemach GIS,
- wielorozdzielcza baza danych topograficznych jako komponent NSDI w Polsce.

## Struktura organizacyjna
- Zakład Geodezji i Geodynamiki
- Zakład Kartografii, Fotogrametrii i Geoinformatyki
- Zakład Podstaw Geodezji
- Stacja permanentnych obserwacji GPS/GLONASS "Wrocław" (WROC)
- Laboratorium GIS - GISlab 111G
- Laboratorium Technologii Geodezyjnych
- Magazyn Sprzętu Geodezyjnego

### Koła Naukowe w ramach Instytutu
- Koło Naukowe Geodetów[3] powstało 8 marca 1962 przy katedrze Geodezji i Zastosowań Matematycznych. Pierwszym jego opiekunem był doc. dr inż. Adam Lang, który nadzorował pracami studenckimi przez 11 lat, do 1972. W 1963 utworzono dwie sekcje: instrumentoznawstwa i postępu technicznego, którą kierował Stanisław Serafin oraz rachunku wyrównawczego i metod obliczeń geodezyjnych pod kierownictwem Jerzego Pietrzyka. Rok później powstała sekcja urządzeń terenów rolnych. Obecna struktura koła ukształtowana została w 1973 wraz z powstaniem na Uczelni instytutów. Wówczas odłączyła się sekcja urządzeń terenów rolnych, przekształcając się w Koło Naukowe Urządzeniowców Rolnych, którego opiekunem został dr inż. Mieczysław Stelmach. Opiekunem Koła Naukowego Geodetów został dr inż. Stefan Cacoń. Jesienią 1987 r. w Karłowie u podnóża Szczelińca Wielkiego w Górach Stołowych, obchodzono 25. lecie istnienia Koła. Jubileusz był okazją do podsumowań, opracowania nowych kierunków działalności a także przekazania opieki nad Kołem w ręce dr inż. Krzysztofa Mąkolskiego.

- Koło Naukowe Geoinformatyki[4] powstało w 2008. Opiekunami koła są dr inż. Przemysław Tymków oraz dr inż. Adam Michalski. Koło zajmuje się zagadnieniami związanymi z GIS oraz fotogrametrią i teledetekcja, a ponadto jest corocznym organizatorem GIS Day'u - Światowego Dnia GIS-u we Wrocławiu.